# Her er Banerne
Her er Banerne er en dansk dokumentarfilm fra 1948, der er instrueret af Theodor Christensen efter eget manuskript.

## Handling
"Hallo! Hallo! Her er banerne. Denne film fortæller om livet på de danske jernbaner. Den er produceret af Dansk Kulturfilm og DSB i fællesskab og optaget af Nordisk Film. Filmen er skrevet og iscenesat af Theodor Christensen, fotograferet af Fritz Olsen og Jørgen Roos, musikken er af Kai Rosenberg, Børge Hallenberg er tonemester, og det er Fredericia Station og Svend Pedersen, som taler!" Sådan lyder det rytmisk og veloplagt fra højttalerne på Fredericia banegård anno 1948 i denne stilrene, danske dokumentarfilmklassiker om aktiviteter døgnet rundt på det også i dag vigtige trafikknudepunkt. Her skildres fællesskabet, og her hyldes hverdagens anonyme helte, der alle er en del af trafikkens og samfundets kredsløb.